# Bågfil

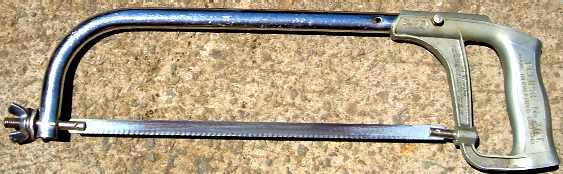
Bågfil av enklare modell

Bågfil är en såg som är till för att såga metall, och utgörs av en bågram vari ett fil-tandat sågblad spänts. Bågfilen används för kapning av till exempel klenare rör eller bultar och stänger. Den kommer också väl till pass för kapning av exempelvis sönderskruvade skruvhuvuden, utstickande spikar och liknande. För att det ska gå att komma tätt intill är det viktigt att den inte har några utskjutande delar på sidorna. Bågfilsblad finns i olika tandning, exempelvis används fin tandning för tunt gods och hårt material medan grov tandning är bäst till mjuka material med stor godstjocklek. Det gäller att sätta i bladet rätt, det ska skära när bågen förs framåt.  Vid sågning i trä kan en bågfil upplevas som slö, detta beror på att den är tandad på ett annat sätt än en såg avsedd för trä.
Ordet "bågfil" är belagt i svenska språket sedan 1705.